# Yummy yummy
Yummy yummy is een Hongkongse serie die geproduceerd is door de Singaporese MediaCorp en de Hongkongse TVB. De serie werd van 1 augustus 2005 tot 9 september 2005 van 20:00 tot 21:00 uitgezonden op TVB Jade. In 2007 gaf Astro WLT de prijs TV Drama Awards-Favorite Characters aan Yau Hok-Lai (Raymond Lam), Chan Ga-Lok (Kevin Cheng) and Mandy Chow Man-Hei (Charmaine Sheh).

## Casting
- Kevin Cheng als Chan Ka-Lok 陳家樂/雞仔
- Raymond Lam als Yau Hok-Lai 游學澧 Daniel/鵝少
- Charmaine Sheh als Chow Man-Hei 周文希 Mandy （芷茵同父異母的姐姐）
- Tavia Yeung als Chow Chi-Yan周芷茵/檸檬 （文希同父異母的妹妹）
- Yeung Chi-Lung 楊志龍 als Wong Fuk-Sang 王福生 Terry
- Tse Wan-Yee 謝韻儀 als Leung Kai-San 梁凱珊 Yuko

- Hui Siu-Hung 許紹雄 als Chan Wai 陳威 （Ka-Loks vader）
- Kiki Sheung 商天娥 als Au Lai-Yung 歐麗蓉 （Ka-Loks moeder）
- Chan Kar-Yee 陳嘉儀 als mevrouw Leung 梁太 （Ka-Loks echte moeder）
- Natalie Tong 唐詩詠 als Chan Ka-Bo 陳家寶 （Ka-Loks zusje en Fuk-Sangs vriendin）
- Lau Siu-Ming 劉兆銘 als Yau Kwok-Tung 游國棟 （Hok-Lai's vader）
- Eileen Yeow 姚瑩瑩 als Yau Wai-Sum 游惠心 （Hok-Lai's grote zus）
- Chan Chai-Ping 陳霽平 als Yau Wai-Yee 游蕙宜 / Carrie （Hok-Lai's tweede zus）
- Luisa Maria Leitão 黎芷珊 als Yau Wai-Lan 游惠蘭（Hok-Lai's derde zus）
- Chu Mei-Mei 朱咪咪 als Luk Che 六姐 （Man-Hei's collega）
- Kwok Yiu-Ming 郭耀明 als Marco （Man-Hei's ex-vriend）
- Lau Dan 劉丹 als Chow Wai-Cheung 周偉昌 （Man-Hei's en Chi Yans vader）
- Lui San 呂珊 als Wu Yuk-Bing 胡玉冰 （Chi-Yans moeder）
- Sheh Wang-Wing 余宏榮 als Wong Ying-Chun 王英俊 （Fuk-Sangs vader）
- Chan Wai-Wai 陳慧慧 als Ma-Lei 馬莉 （Fuk-Sangs moeder）
- Chan Wang-Yu 陳泓宇 als Ng Sai-Ho 吳世豪 / klassenoudste 班長
- Fu Fong-Ling 傅芳玲 als Lee Kei 李琪 / Taufoemeisje 豆腐妹
- Tsim Kan-Chuen 詹金泉 als Cheung Kin-Keung 張健強 / Rambo
- Lee Chi-Ching 李之晴 als Ho Mei-Si 何美思/ Tai Pan Ngaa 大板牙
- Ng Ka-Lok 吳家樂 als quizmaster
- Wong So-Fong 黃嫊芳 als quizmaster
- Guk Fung 谷峰 als Lo Si-Fu 魯師傅
- Ning Chun 寧進 als ???
- Choi Hong-Nin 蔡康年 als ???
- Angel Sung Chih-Ling 宋芝齡 als ???

## Verhaal
De hoofdrolspelers leren elkaar kennen door het televisiespel "Yummy Yummy". Ze leren elkaar steeds beter kennen.